# Шимон Вердак
Шимон Вердак (пол. Szymon Wierdak; 26 жовтня 1883 — 18 вересня 1949) — польський дендролог і ботанік. 

## Життєпис
Народився в Кобилянцах, що у Кроснянському воєводстві в  Польщі. 
Після закінчення в 1903 р. гімназії, навчався в  Ягеллонському університеті в  Кракові. До 1914 р. вчителював у гімназії м. Борщова (нині Тернопільська область), потім працював під керівництвом відомого польського ботаніка та піонера охорони природи Ма́р'яна Рациборського. У 1916 р. переїжджає до  Львова. З 1919 р. по 1946 р. працює на лісовому факультеті  Львівського політехнічного інституту. У 1921 р. стає професором.
З 1929 р. по 1939 р. очолював Львівський крайовий комітет охорони природи, який поширював свою діяльність на Львівську, Тернопільську, Івано-Франківську, Волинську та Рівненську області. Завдяки Ш. Вердаку наприкінці 30-х років був створений Чорногорський національний парк, організовано близько 30 резерватів, налагоджено охорону сотень старих дерев. За його участю створювалися резервати у Поникві, «Сива вода» і ін. Чимало уваги приділяв учений пропаганді природоохорони. Був членом Польської Держради з охорони природи. Брав участь у краєзнавчому з'їзді (травень, 1931 р.) у Станіславі, де обговорювалися проблеми природоохорони, підняв питання про створення Чорногорського національного парку.
У журналі «Сільван», редагованому Вердаком, з'являлися статті з охорони лісових багатств і пам'яток природи  Галичини. Багато статей з цієї теми він публікував також у польській «Охороні природи» і місцевій пресі. Під керівництвом Ш. Вердака у Львові і інших містах Галичини, Поділля та  Волині неодноразово організовувалися виставки, тижні з охорони природи, перегляди кінофільмів, Дні Ліси, урочисте відкриття резерватів. З 1940 р. по початок 1941 р. Ш. Вердак взяв активну участь у заповіданні радянською владою колишніх польських резерватів.
У 1946 р. вчений залишив Львів, переїхавши до Польщі, до Кракова, де працював на кафедрі ботаніки Ягеллонського університету.
Помер 18 вересня 1949 у Кракові.

## Публікації
- Wierdak S. O rzadkich roślinach z Opola // Kosmos. — 1923. — Т. 48, № 2-3.
- Wierdak S. Wykaz drzew godnych ochrony // 1 Rocznik Pol. Tow. Dendrol. — Lwow, 1926.
- Wierdak S. Ochrona Przyrody // Sylwan. — 1927. — № 1.
- Wierdak S. O kresowych stanowiskach naszych drzew // Sylwan. — 1927. — № 2.
- Wierdak S. Limba w Karpatach wschodnych // Silwan. — 1927.
- Wierdak S. 1930. Uwagi do ochrony przyrody w Południowych Miodoborach // Ochrona przyrody. — 1930. — № 10. — S. 73-76.
- Wierdak S. О drzewach zasługujących na ochronę // IV Rocznik Pol. Tow. Dendrol. — 1931.
- Wierdak S. O ochronę skał gipsowych i otaczającej je halawy w Międzyhorcach // Ochrona przyrody. — 1932. — № 12.
- Wierdak S. Ochrona przyrody w Karpatach wschodnich ze szczególnem uwzględnieniem Parku Narodowego na Czarnohorze // Ankieta w sprawie Karpat wschodnich. — Warszawa, 1932. — S. 30-35.
- Wierdak S. O rezerwacie skalnoleśnym w Ponikwie u źródeł Styru // Ochrona przyrody. — 1933. — № 13.
- Wierdak S. Ochrona przyrody na terenie ośrodka Lwowskiego // Kurier Lwowskij. — 1935. — № 89, 96, 103.
- Wierdak S. O ochronę Erythronium dens-canis w Ciemierzyncach // Ochrona Przyrody. — 1935. — № 15. — S. 81-86.
- Wierdak S. Nieco о osobliwościach przyrody Ziemi Jaworowskiej // Ochrona Przyrody. — 1935. — № 15.
- Wierdak S. О ochronę wiśni krzewiastej na Winnej Górze w Przemyśla // Ochrona przyrody. — 1936. — № 16.
- Wierdak S. Rozwój ochrony przyrody i jej ramy organizacyjne w Polsce // Przegląd krajoznawczy. — 1937. — № 1.
- Wierdak S. Jeziorko «Siwa Woda» w Wyzyskach pod Szkłem jako osobliwość przyrodnicza // Przegląd krajoznawczy. 1937. — № 2. — S. 45-46.
- Wierdak S. Chrońmy przyrodę ojczystą. — 1949. — № 11/12. — S. 29-30.